# Polistes versicolor
Polistes versicolor es una especie de avispa de papel común en Sudamérica. Hay tres subespecies.

## Distribución
P. versicolor flavoguttatus ocurre en Ecuador, Perú y Bolivia. P. versicolor kaieteurensis ocurre en Guayana y Brasil (Roraima). La subespecie nominada ocurre de Costa Rica a Brasil.